# Церква Іоанна Предтечі та торгові ряди
Церква Іоанна Предтечі та торгові ряди — недіючий православний храм та пам'ятка архітектури місцевого значення. Нині тут розміщується Ніжинський міський будинок культури.

## Історія
Спочатку об'єкт було внесено до «список пам'яток архітектури нововиявлених» під назвою «Церква Іоанна Предтечі та торговельні ряди».
Наказом Міністерства культури і туризму від 21.12.2012 № 1566 надано статус «пам'ятник архітектури місцевого значення» з охоронним № 10025-Чр під назвою «Церква Іоанна Предтечі та торгові ряди».

## Опис
Церква Іоанна Предтечі була побудована 1842 року як тепла церква Миколаївського собору.
Церква була перебудована і 1946 року тут було відкрито Ніжинський міський будинок культури.